# هاروينتون (كونيتيكت)
هاروينتون (بالإنجليزية: Harwinton, Connecticut)‏ هي منطقة سكنية تقع في الولايات المتحدة في مقاطعة ليتشفيلد (كونيتيكت). يقدر عدد سكانها بـ 5,571 نسمة ومساحتها 80.5 كم2 وترتفع عن سطح البحر 242 متر.

## أعلام
- كوليس بوتير هانتينغتون
- أبنر ويلكوكس